# マルタ・ビュレット文化
マリタ・ブレチ文化（英語：Mal'ta–Buret' culture）は、ロシア連邦東シベリアのアンガラ川上流域を中心に、後期旧石器時代の24,000〜15,000年前（紀元前22,050〜13,050年）に広がった考古文化である。標準遺跡はイルクーツク州ウソリ地区のマリタ村（Мальта́）に所在するマリタ遺跡とボハン地区のブレチ村に所在するブレチ遺跡（Буре́ть）である。

## 物質文化

### 住居と道具
マリタ遺跡は、大型動物の骨を壁の材料とし、トナカイの角を動物の皮で覆って屋根を構成した、半地下式の住居で構成されている。これらのマンモスの骨でできた住居は、フランス、チェコスロバキア、ウクライナなどの後期旧石器時代の西ユーラシア地域で見られる住居と類似していた。

### 美術
後期旧石器時代の美術には、主に壁画と携帯美術の二種類が存在した。壁画は西ヨーロッパに集中しており、携帯美術は、一般的に象牙や鹿角の彫刻であり、西ヨーロッパから北アジア、中央アジアにまで広がっていた。鳥や女性像を描いた骨、象牙、鹿角の精巧な彫刻が最も多く発見されており、これらの出土品は、マリタの評価を高める主要な源となっている。

### ヴィーナス像

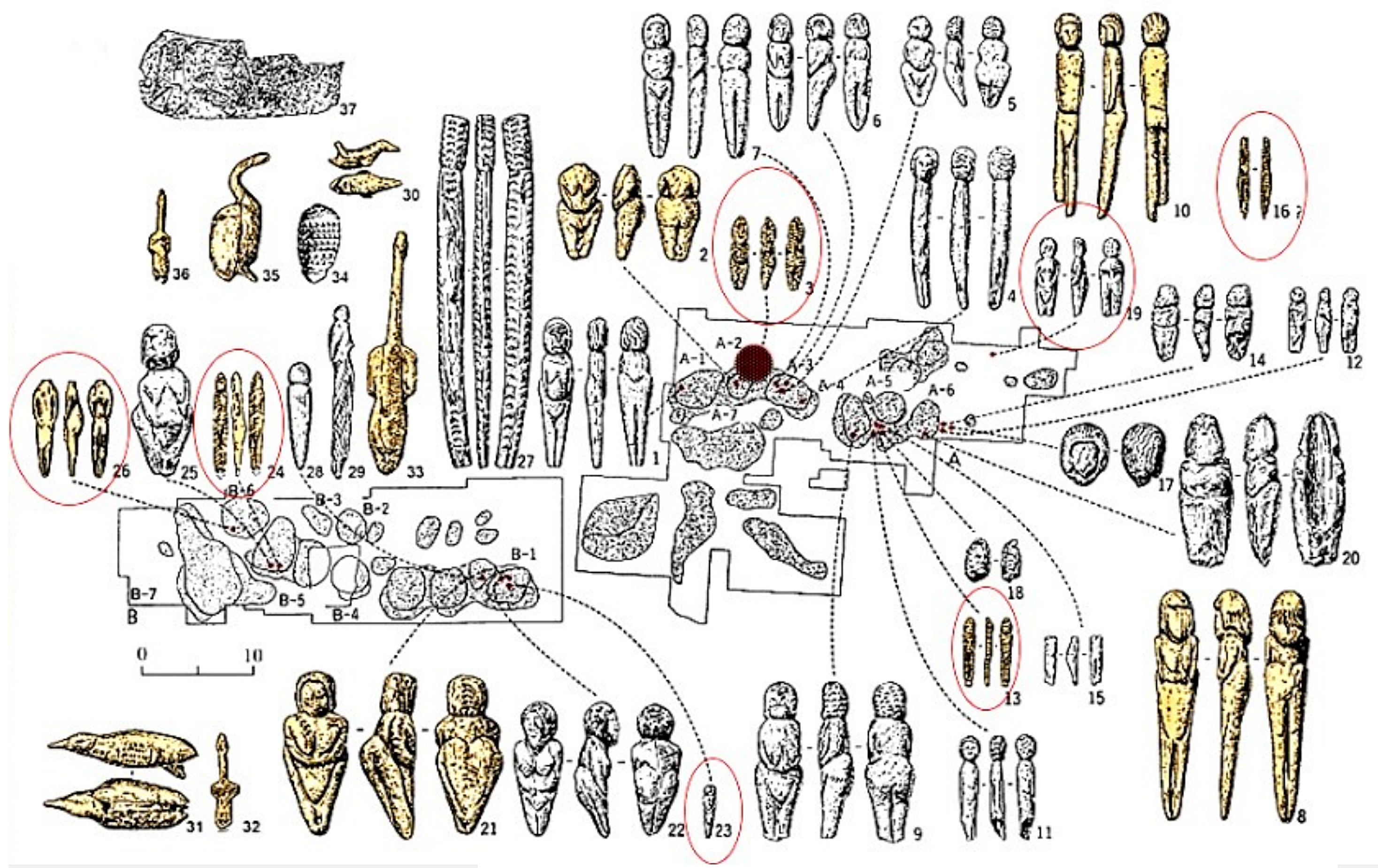
マリタの埋葬地、遺物、小像

旧石器時代の携帯美術の最も有名な例はおそらく、「ヴィーナス像」と呼ばれるものである。マリタ遺跡の少年（約24,000年前）は、様々な工芸品やヴィーナス像とともに埋葬されていた。マリタで発見されるまで、「ヴィーナス像」は以前はヨーロッパでのみ発見されていた。
マリタのヴィーナス像を一見して明らかなのは、ふくよかな体型で誇張された女性像と、痩身で繊細な体型の女性像の2種類が存在することである。像には裸のものと、毛皮や衣服と思われるエッチングが施されたものがある。ヨーロッパで発見されたものとは異なり、マリタのヴィーナス像には顔が彫刻されているものもある。ほとんどの像は底部が細くなっており、これは地面に突き刺したり、直立させたりするためだと考えられている。直立に置かれた像は、現代のシベリアを含む世界中の人々によって用いられている「精霊人形」と同様に、死者の霊を象徴していた可能性がある。

### ヴィーナス像の背景

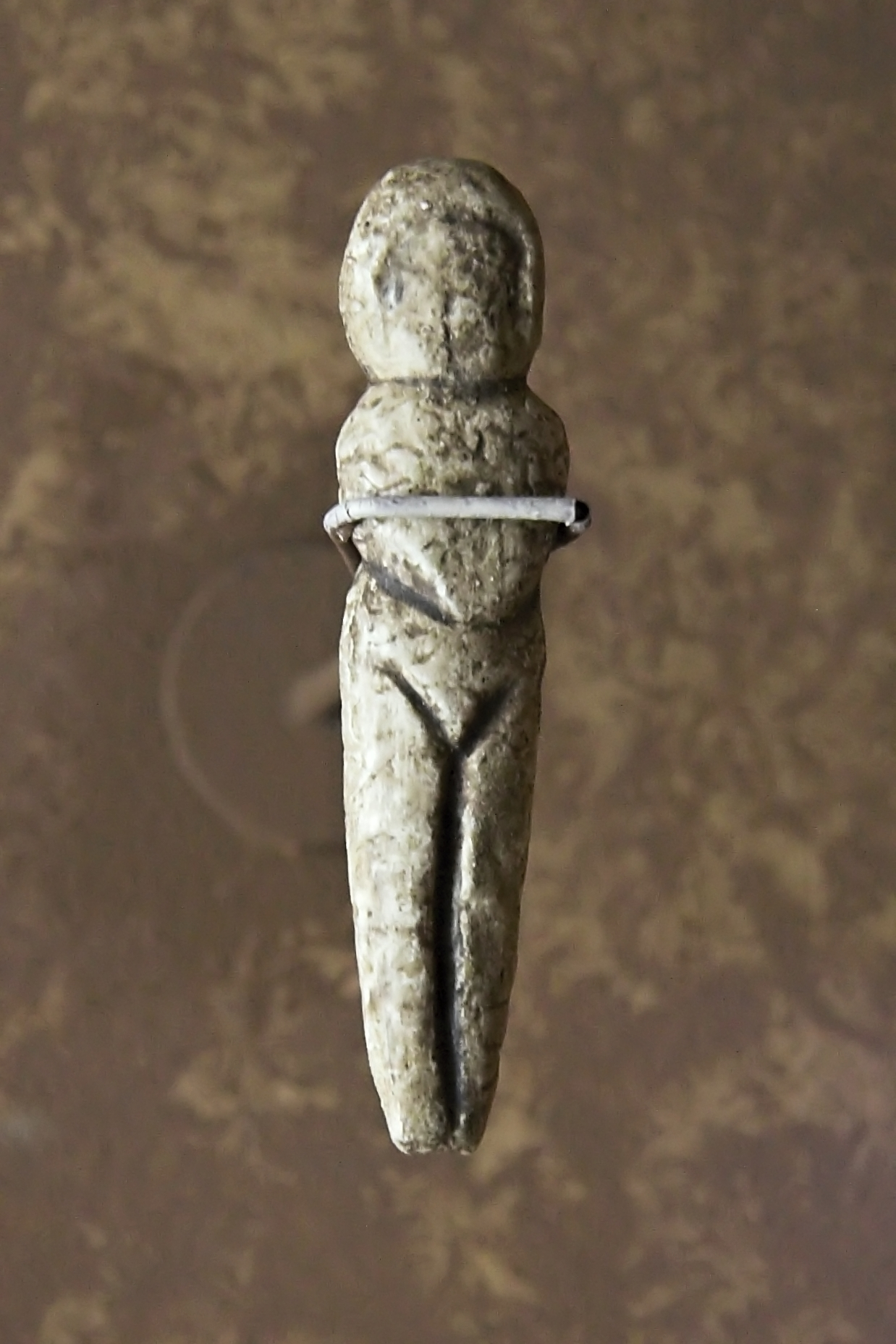
マリタの少年（MA-1）の遺骨とともに発見された、ヴィーナス像のレプリカ

マリタのヴィーナス像は、同時期のヨーロッパの女性像と基本的な形態が類似していることから、西洋世界で関心を集めている。この類似性は、両地域間に何らかの文化的、あるいは宗教的つながりを示唆する可能性がある。マリタと後期旧石器時代のヨーロッパとの間には、像の類似性以外にも、道具や住居構造など、いくつかの共通点が指摘されている。
しかし、2016年のゲノム研究では、マリタ人とグラヴェット文化のドルニー・ヴェストニツェの人々との間に遺伝的なつながりがないことが示された。研究者らは、これらの像の類似性は、文化的伝播、あるいは偶然の一致によるものであり、両集団の共通の祖先によるものではないと結論付けている。

## 遺伝子
マリタの近くで遺骨が見つかった少年は、通常、略語MA-1（またはMA1）で知られている。1920年代に発見され、遺骨は24,000年前のものとされている。2013年以降に発表された調査によると、MA-1は、古代北ユーラシア人の集団に属しており、遺伝的には「現代の西ユーラシア人とアメリカ先住民の中間であり、東アジア人とはかけ離れている」存在であり、シベリア人、アメリカインディアン、青銅器時代のヤムナ文化とユーラシアステップのボタイ文化の人々の部分的な遺伝的祖先であった。特に、現代のネイティブアメリカン、ケット人、マンシ人、セリクプ人は、MA-1に関連するかなりの量の祖先を持つことがわかっている。
MA-1は、Y-DNA：R*（R-M207*）（R1にもR2にも属していないパラグループ）の唯一知られている例である。MA-1のミトコンドリアDNAは、ハプログループUの未解明の下位系統に属している。
古代北ユーラシア人（ANE）は、遺伝学の文献で使用される用語であり、マリタ・ビュレット文化やアフォントヴァゴラ遺跡の集団に類似した人々に由来する祖先の系統を表す。MA-1やアフォントヴァゴラ遺跡の個体は、ヨーロッパの旧石器時代および中石器時代の狩猟採集民と深い関連があり、現代のアメリカ先住民、ヨーロッパ人、シベリア人、南アジア人にとって重要な遺伝的貢献者である。
MA-1は、古代北シベリア人（ANS）と呼ばれるヤナRHS遺跡で見つかった2人の後期旧石器時代のシベリア人とも関連がある。

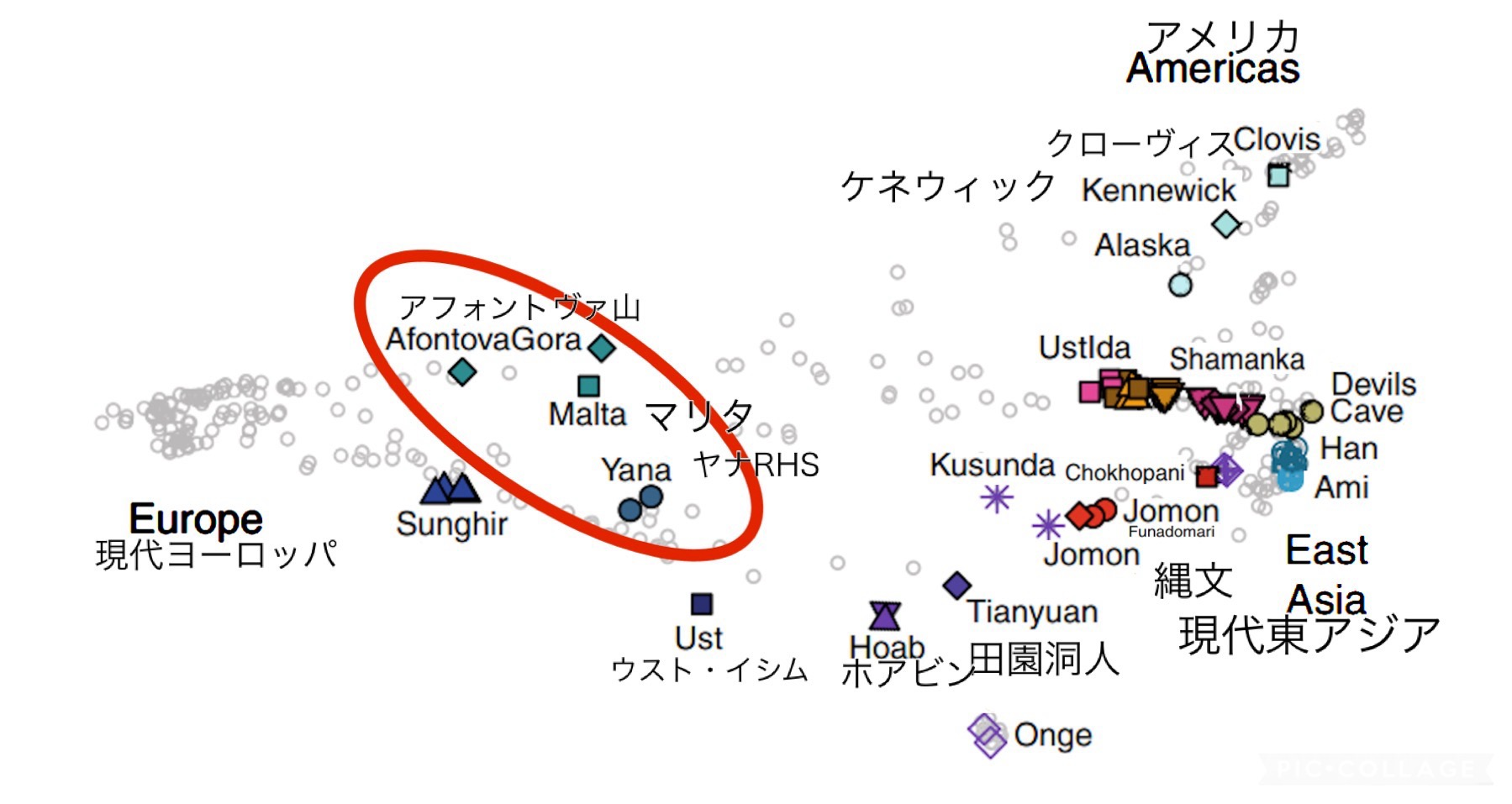
世界中の古代および現代の個体群の主成分分析析。赤丸枠で囲まれた部分は、マリタ遺跡と他の古代北ユーラシア人個体群（アフォントヴァゴラ遺跡とヤナRHS遺跡のクラスターを示している。